# Tonino Benacquista

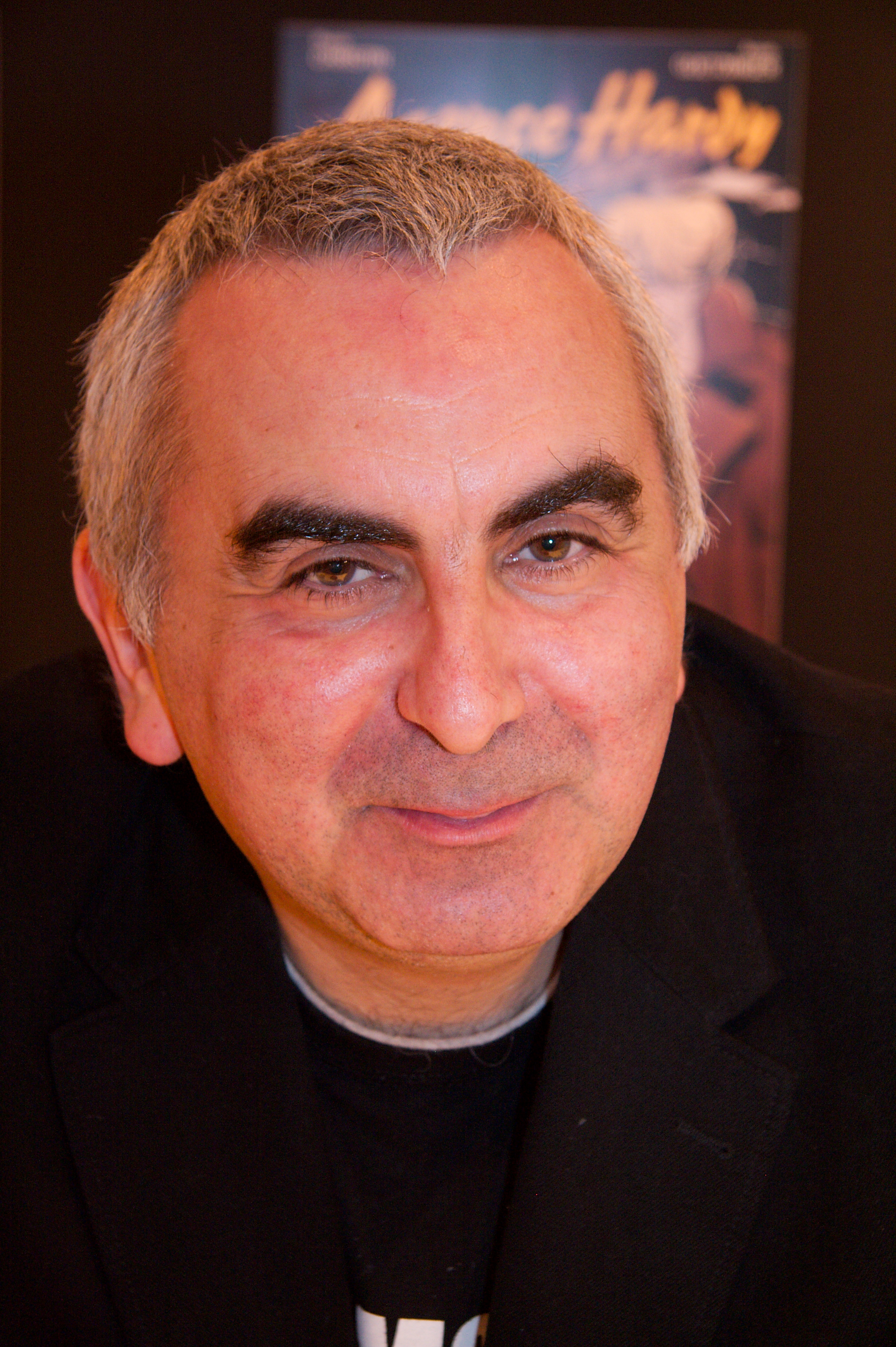
Tonino Benacquista în 2008

Tonino Benacquista (n. 1 septembrie 1961, Choisy-le-Roi, Paris) este un autor francez de romane polițiste și scenarist.

## Premii primite
Romanul „La Commedia des ratés” a primit Premiul Mystere și Grand Prix de la litterature policiere. Tonino Benacquista a primit Premiul Cesar în 2002 pentru cel mai bun scenariu (cu Jacques Audiard, filmul Sur mes lèvres) și în 2006 pentru cea mai bună adaptare (filmul De battre, mon coeur s'est arrêté).

## Traduceri în română
- Bomba vie din vagonul de dormit (La Maldonne des sleepings), Omegapress, 1992
- Comedia rataților (La Commedia des ratés), Nemira, 2006
- Malavita, Nemira, 2006, traducător: Simona Branzaru